# ジョ・ジョ・ホワイト
ジョセフ・ヘンリー・ホワイト（Joseph Henry White, 1946年11月16日 - 2018年1月16日）は、アメリカ合衆国・ミズーリ州セントルイス出身の元プロバスケットボール選手。1968年メキシコシティーオリンピック金メダリスト。
1970年代に2度目の黄金期を迎えたボストン・セルティックスの中心選手の一人であり、2度の優勝に貢献。1976年の優勝ではファイナルMVPに輝いた。背番号『10』はセルティックスの永久欠番となっている。2015年には殿堂入りを果たした。

## 生い立ち
ボストン・セルティックスが誕生した同じ1946年に生まれ、3人の兄弟と3人の姉妹の間で育ったジョ・ジョ・ホワイトことジョセフ・ヘンリー・ホワイトは、幼い頃からあらゆるスポーツに親しみ、また6歳の頃から始めたバスケットでは地元セントルイスのNBAチーム、セントルイス・ホークスのファンだった。

### カンザス大学
大学はバスケットの名門校カンザス大学に進学。ホワイトは1年目の1965-66シーズンから即戦力として活躍したが、当時チームの先発でキャプテンでもあったレイニー・ロッホマン（後のABA選手）と出場時間を争うようになり、次第にホワイトが優勢となった。ロッホマンはコーチに対し「僕が先発かどうかは問題ではない。僕たちはジョ・ジョがチャンピオンシップで勝つことを助けてくれることを知っている」と自ら彼のポジションをホワイトに譲った。チームメイトの期待に応えるホワイトの活躍により、一時期低迷していたカンザス大はこのシーズンに7年ぶりにカンファレンスのレギュラーシーズン優勝を果たした。
NCAAトーナメントでは中西部決勝まで勝ち進み、テキサスウェスタン大学と対決。オーバータイムにもつれる接戦となったこの試合で、ホワイトはチームを勝利に導く劇的なブザービーターを決めた。ホワイトは歓喜に沸くチームメイトらに囲まれたが、審判団は彼らに「ホワイトの足がラインを割っていた」と残酷な宣告をし、ホワイトのブザービーターとカンザス大のFinal4進出は幻と消えた。その後テキサスウェスタン大はトーナメントを勝ち抜いて優勝を果たすため、ホワイトの幻のブザービーターは悔やみきれないものとなった。ホワイトは自宅の壁にホワイトがシュートを放った瞬間のあらゆる写真を貼り、自ら入念に検証した結果、今もあのブザービーターが有効であったと主張している。なお、この年のテキサスウェスタン大はNCAA史上初めて先発全員を黒人で揃えたチームで優勝した大学として歴史にその名を残し、後にディズニー映画「Glory Road」の題材となった。映画にはホワイトの幻のブザービーターの場面も登場する。
失意のトーナメント敗退後もホワイトは順調に成長し、1968年にはAP通信選出のオールアメリカ3rdチーム、1969年に2ndチームに選出された。大学4年生となった1968年の夏、ホワイトはメキシコシティオリンピックのアメリカ代表に選ばれ、金メダルを獲得した。

## NBAキャリア

### ドラフト
ホワイトはNBAドラフトでは上位指名が予想されたが、しかし多くのチームは彼が卒業後2年の軍役に就くものと思っていたため、1969年のNBAドラフトでは上位指名権を持っていたチームが尽くホワイトをパスした。結果、9位指名権を持っていたボストン・セルティックスがホワイトを指名。セルティックスのゼネラルマネージャー、レッド・アワーバックはホワイトが予備役に入っており、すぐにNBAで活動できることを知っていたのである。策士として知られ、ビル・ラッセルやラリー・バードなど多くの名選手をセルティックスに入団させたアワーバックの隠れた妙技であった。

### セルティックス初期
ホワイトが入団したセルティックスは、1950年代後半から1960年代にかけてNBAに君臨し、計11回の優勝を果たした伝説的な強豪チームだった。しかしホワイトが初めてのトレーニングキャンプに参加する直前に、選手兼コーチだったビル・ラッセルが引退を表明。チームの大黒柱の引退により王朝は瓦解し、ホワイトはゼロから再出発するセルティックスでルーキーイヤーを迎えた。ホワイトは1年目から60試合に出場し、12.2得点を記録してオールルーキー1stチームに選ばれた。しかし前季チャンピオンチームのセルティックスは34勝48敗と負け越し、19シーズンぶりにプレーオフ進出を逃した。
ホワイトにとっては我慢のシーズンとなったが、翌1970-71シーズンにはラッセル以後のセルティックスのエースセンターとなるデイブ・コーウェンスが加入。伝説的な八連覇時代を知るジョン・ハブリチェックにコーウェンス、そしてこのシーズンには21.3得点5.0リバウンド4.8アシストと大きく成績を伸ばし、NBAオールスターゲームにも初選出されたホワイトと、王座奪回に向けてセルティックスの新しい核が完成し、セルティックスの成績は44勝まで回復した。翌1971-72シーズンに、ホワイトはキャリアハイとなる23.1得点5.6リバウンドを記録。セルティックスも完全復活を遂げ、このシーズンは56勝、さらにポール・サイラスが加入した翌1972-73シーズンには当時のチーム記録となる68勝をあげた。

### 王朝復権とファイナルMVP
1973-74シーズンには56勝と前季よりも勝率を落とすが、プレーオフではここまで2年連続で敗れていた宿敵ニューヨーク・ニックスを破り、NBAファイナルに進出。カリーム・アブドゥル＝ジャバー擁するミルウォーキー・バックスを第7戦までもつれた末に降し、ついに優勝を果たした。ホワイトにとっては初の、セルティックスにとっては5年ぶりの優勝であり、ボストン王朝復活の瞬間だった。
翌1974-75シーズンのプレーオフではニックスの代わりに新たに台頭したワシントン・ブレッツに敗れるも、ホワイトは初のオールNAB2ndチームに選出されており、そして1975-76シーズンには再びファイナルに進出し、フェニックス・サンズを破って2度目の優勝を果たした。このサンズとのシリーズ第5戦はNBAファイナル史上最高の試合として名高く、ホワイトはトリプルオーバータイムを戦い抜き、60分間の出場でゲームハイの33得点を記録。セルティックスを優勝に導いた立役者として、ファイナルMVPに選ばれた。この優勝がホワイトにとって最後の優勝となり、また70年代のセルティックスにとっても最後の優勝となった。
セルティックスは2度の優勝を頂点に衰退期に入り始め、サイラスはチームを去り、ハブリチェックも衰えを見せ始めていた。ホワイトは初めてチームのリーディングスコアラーとなった1976-77シーズンには2度目のオールNAB2ndチームに選ばれるが、ホワイトの奮闘も空しくチームの衰えは止められず、そして1978-79シーズン中に10シーズン過ごしたセルティックスからトレードに出されることになった。
セルティックスを放出されてからはゴールデンステート・ウォリアーズ、カンザスシティ・キングスを渡り歩き、1980-81シーズンを最後に現役から引退した。NBA通算成績は12シーズン837試合の出場で、14,399得点、3,345リバウンド、4,095アシスト、平均17.2得点、4.0リバウンド、4.9アシストだった。

## プレースタイルと業績
ホワイトはスピードを活かした司令塔として活躍し、強いリーダーシップでチャンピオンチームを率いた。また高度なディフェンス技術と正確なジャンプシュートはセルティックスが優勝を勝ち取る上で欠かせない武器だった。また現役時代は"鉄人"としても知られ、5シーズン連続でレギュラーシーズン82試合フル出場を果たし、488試合連続出場はセルティックスのチーム最長記録となっている。
主な業績
- 2× NBAチャンピオン：1974, 1976
- NBAファイナルMVP：1976
- 7× NBAオールスターゲーム出場：1971-1977
- オールNBAチーム
  - 2× 2ndチーム：1975, 1977
- No. 10 ボストン・セルティックス永久欠番

## 引退後・その他

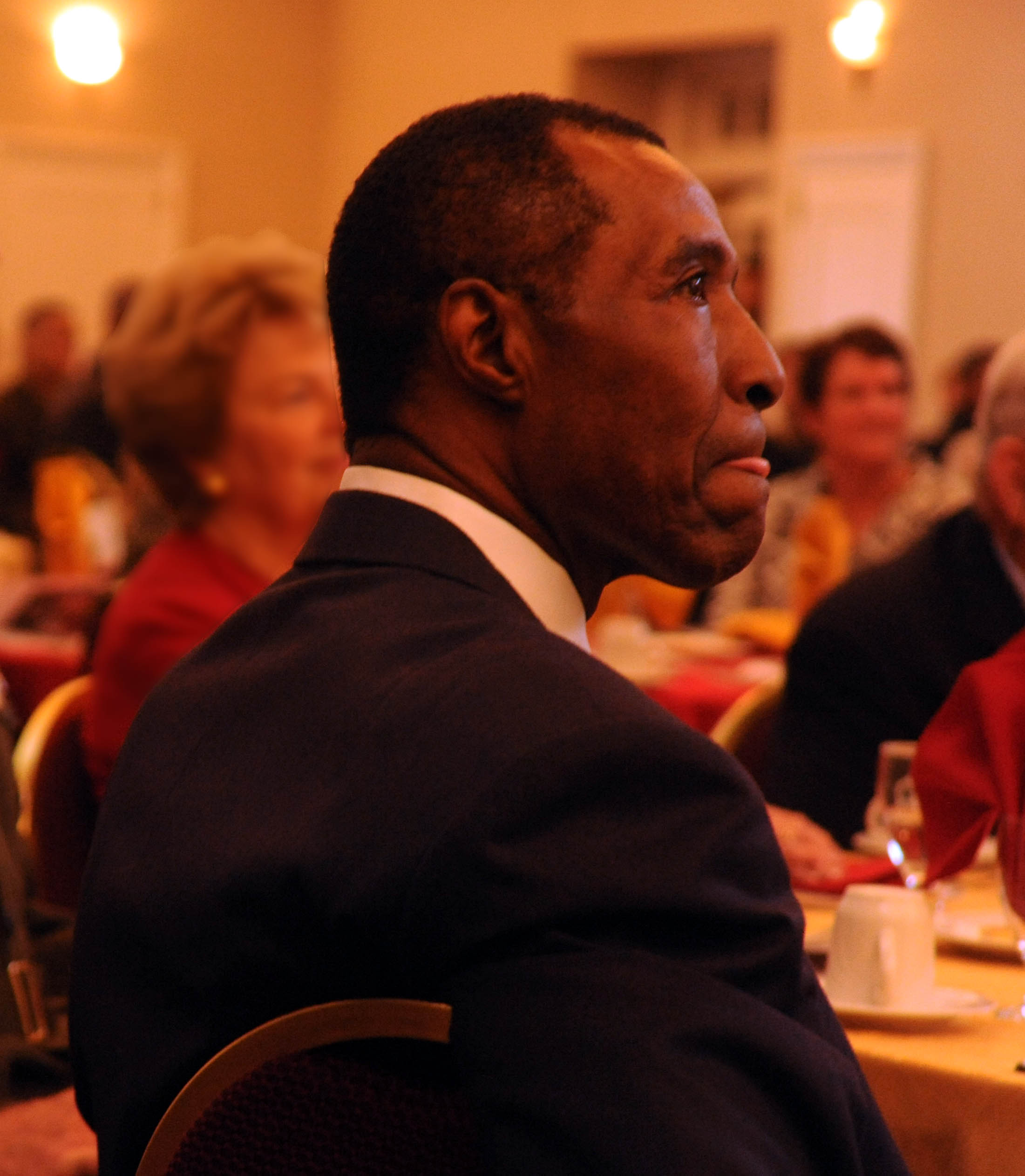
2008年のホワイト

- 引退後はセルティックスのコミュニティー・リレーションズ責任者などの役職を歴任した。また、映画「Inside Move」、「The Game Plan」にカメオ出演している。
- 息子は俳優のブライアン・J・ホワイト。

## 個人成績

### NBA

#### レギュラーシーズン
| シーズン     | チーム       | GP  | GS  | MPG  | FG%  | 3P%  | FT%  | RPG | APG | SPG | BPG | PPG  |
| ------------ | ------------ | --- | --- | ---- | ---- | ---- | ---- | --- | --- | --- | --- | ---- |
| 1969–70      | BOS          | 60  | –   | 22.1 | .452 | –    | .822 | 2.8 | 2.4 | –   | –   | 12.2 |
| 1970–71      | BOS          | 75  | –   | 37.2 | .464 | –    | .799 | 5.0 | 4.8 | –   | –   | 21.3 |
| 1971–72      | BOS          | 79  | –   | 41.3 | .431 | –    | .831 | 5.6 | 5.3 | –   | –   | 23.1 |
| 1972–73      | BOS          | 82* | –   | 39.6 | .431 | –    | .781 | 5.0 | 6.1 | –   | –   | 19.7 |
| 1973–74      | BOS          | 82* | –   | 39.5 | .449 | –    | .837 | 4.3 | 5.5 | 1.3 | .3  | 18.1 |
| 1974–75      | BOS          | 82  | –   | 39.3 | .457 | –    | .834 | 3.8 | 5.6 | 1.6 | .2  | 18.3 |
| 1975–76      | BOS          | 82  | 82  | 39.7 | .449 | –    | .838 | 3.8 | 5.4 | 1.3 | .2  | 18.9 |
| 1976–77      | BOS          | 82  | 82  | 40.6 | .429 | –    | .869 | 4.7 | 6.0 | 1.4 | .3  | 19.6 |
| 1977–78      | BOS          | 46  | –   | 35.7 | .419 | –    | .858 | 3.9 | 4.5 | 1.1 | .2  | 14.8 |
| 1978–79      | BOS          | 47  | –   | 31.0 | .428 | –    | .888 | 2.7 | 4.6 | 1.1 | .1  | 12.5 |
| 1978–79      | GSW          | 29  | –   | 30.4 | .475 | –    | .870 | 2.5 | 4.6 | .9  | .1  | 12.3 |
| 1979–80      | GSW          | 78  | –   | 26.3 | .476 | .167 | .851 | 2.3 | 3.1 | 1.1 | .2  | 9.9  |
| 1980–81      | KCK          | 13  | –   | 18.2 | .439 | ---  | .611 | 1.6 | 2.8 | .8  | .1  | 6.4  |
| 通算         | 通算         | 837 | 164 | 35.8 | .444 | .167 | .834 | 4.0 | 4.9 | 1.3 | .2  | 17.2 |
| オールスター | オールスター | 7   | 0   | 17.7 | .483 | –    | .545 | 3.9 | 3.0 | .6  | .1  | 9.1  |

#### プレーオフ
| シーズン | チーム | GP | GS | MPG  | FG%  | 3P% | FT%  | RPG | APG | SPG | BPG | PPG  |
| -------- | ------ | -- | -- | ---- | ---- | --- | ---- | --- | --- | --- | --- | ---- |
| 1972     | BOS    | 11 | –  | 39.3 | .495 | –   | .833 | 5.4 | 5.3 | –   | –   | 23.5 |
| 1973     | BOS    | 13 | –  | 44.8 | .450 | –   | .907 | 4.2 | 6.4 | –   | –   | 24.5 |
| 1974     | BOS    | 18 | –  | 42.5 | .426 | –   | .739 | 4.2 | 5.4 | .8  | .1  | 16.6 |
| 1975     | BOS    | 11 | –  | 42.0 | .441 | –   | .818 | 4.5 | 5.7 | 1.0 | .4  | 20.6 |
| 1976     | BOS    | 18 | –  | 43.9 | .445 | –   | .821 | 3.9 | 5.4 | 1.3 | .1  | 22.7 |
| 1977     | BOS    | 9  | –  | 43.9 | .453 | –   | .848 | 4.3 | 5.8 | 1.6 | .0  | 23.3 |
| 通算     | 通算   | 80 | –  | 42.9 | .449 | –   | .828 | 4.4 | 5.7 | 1.1 | .1  | 21.5 |

### カレッジ
| シーズン | チーム   | GP | FG%  | FT%  | RPG | PPG  |
| -------- | -------- | -- | ---- | ---- | --- | ---- |
| 1965-66  | カンザス | 9  | .393 | .538 | 7.6 | 11.3 |
| 1966-67  | カンザス | 27 | .409 | .819 | 5.6 | 14.8 |
| 1967-68  | カンザス | 30 | .407 | .722 | 3.6 | 15.3 |
| 1968-69  | カンザス | 18 | .469 | .734 | 4.7 | 18.1 |
| 通算     | 通算     | 84 | .420 | .733 | 4.9 | 15.3 |